# Asipóvichy
Asipóvichy u Osipóvichy (bielorruso: Асіпо́вічы; ruso: Осипо́вичи) es una ciudad subdistrital de Bielorrusia, capital del distrito homónimo en la provincia de Maguilov.
Fue fundada en 1872 como poblado ferroviario de la línea de ferrocarril entre Liepāja y Romny, adoptando su topónimo de un pueblo ubicado a 2 km. Obtuvo el estatus de ciudad en la administración bielorrusa el 27 de septiembre de 1938, cuando se estableció el primer mapa de ciudades de Bielorrusia.
En 2010, tiene una población de 32,400 habitantes.
Se ubica unos 40 km al noroeste de Babruisk, junto a la carretera E271 que lleva a Minsk.